# 布萊爾斯堡 (愛荷華州)
布萊爾斯堡（英語：Blairsburg）是一個位於美國愛荷華州漢密爾頓縣的城市。

## 地理
布萊爾斯堡的座標為42°28′46″N 93°38′30″W / 42.47944°N 93.64167°W，而該地的平均海拔高度為375米（即1230英尺）。

## 人口
根據2010年美國人口普查的數據，布萊爾斯堡的面積為1.68平方千米，當中陸地面積為1.68平方千米，而水域面積為0.00平方千米。當地共有人口215人，而人口密度為每平方千米127人。